# Babysitter (film)
Pour les articles homonymes, voir Babysitter (homonymie).
Pour plus de détails, voir Fiche technique et Distribution.
Babysitter est une comédie franco-canadienne réalisée par Monia Chokri et sortie en 2022.

## Synopsis
Cédric, un homme qui a perdu son emploi, est obligé de suivre une formation de sensibilité après avoir fait une blague sexiste en ligne devenue virale. Pendant ce temps, sa femme Nadine est aux prises avec une dépression post-partum après la naissance de leur enfant et doit engager une baby-sitter pour s'occuper du bébé.

## Fiche technique
Sauf indication contraire, les informations mentionnées dans cette section peuvent être confirmées par la base de données cinématographiques IMDb,  présente dans la section « Liens externes ».
- Titre original : Babysitter
- Réalisation : Monia Chokri
- Scénario : Catherine Léger
- Musique : Emile Sornin
- Décors : Geneviève Boivin-Roussy et Colombe Raby
- Costumes : Guillaume Laflamme
- Photographie : Josée Deshaies
- Montage : Pauline Gaillard
- Production : Fabrice Lambot, Catherine Léger, Martin Paul-Hus et Pierre-Marcel Blanchot
- Sociétés de production : Amérique Film et Phase 4 Productions
- Société de distribution : BAC Films, Maison 4:3
- Pays de production :  France et  Canada
- Langue originale : français
- Format : couleur — 2,35:1
- Genre : Comédie
- Durée : 87 minutes
- Dates de sortie :
  - États-Unis : 22 janvier 2022 (Festival de Sundance)
  - France : 27 avril 2022

## Distribution
- Patrick Hivon : Cédric
- Monia Chokri : Nadine, la femme de Cédric
- Nadia Tereszkiewicz : Amy, la babysitter
- Steve Laplante : Jean-Michel
- Hubert Proulx : Tessier
- Stéphane Moukarzel : Carlos
- Nathalie Breuer : Brigitte
- Patrice Dubois : Christian
- Ève Duranceau : Chantal Tremblay
- Alphé Gagné

## Accueil

### Accueil critique
En France, le site Allociné propose une moyenne de 3,6/5 à partir de l'interprétation des critiques de presse recensées.

## Distinctions
- Vevey International Funny Film Festival 2022 : Prix du jury des jeunes[2].